# Dysphylia asperella
Dysphylia asperella är en fjärilsart som beskrevs av Émile Louis Ragonot 1893. Dysphylia asperella ingår i släktet Dysphylia och familjen mott. Inga underarter finns listade i Catalogue of Life.